# کانر رابرتز (بازیکن فوتبال، زاده ۱۹۹۲)
کانر رابرتز (انگلیسی: Connor Roberts؛ زادهٔ ۸ دسامبر ۱۹۹۲) بازیکن فوتبال اهل بریتانیا است.
از باشگاه‌هایی که در آن بازی کرده است می‌توان به باشگاه فوتبال کولوین بای، باشگاه فوتبال چستر، باشگاه فوتبال بارسکو، باشگاه فوتبال چلتنهام تاون، و باشگاه فوتبال اورتون اشاره کرد.